# Высшая школа — Университет Брюсселя
Высшая школа — Университет Брюсселя (нидерл. Hogeschool-Universiteit Brussel, сокращённо HUB) — бизнес-школа в Брюсселе, основана в 2007 году в результате слияния между несколькими колледжами Бельгии, «Европейский Университетский Колледж Брюсселя» (European University College Brussels), «ВЛЕКХО» (VLEKHO), «ХОНИМ» (HONIM), «ХИГ» (HIG), «Парнас» (Parnas) и одним университетом, «Католическим Университетом Брюсселя» (the Catholic University of Brussels или KUBrussel). Все вышеперечисленные учреждения находятся в Брюсселе или в округе города.
В HUBrussel предусмотрено обучение как на университетском уровне, так и на уровне колледжа в разных провинциях Фландрии. Обучение проходит на нидерландском и на английском языках. Программы на английском представлены на факультете экономики, менеджмента и социальной работы.

## История
Европейский Университетский Колледж Брюсселя был основан в 1925 году. В 1996 г. он получил сертификат ISO 9001. В 2008 году, после слияния с «ВЛЕКХО» (VLEKHO), «ХОНИМ» (HONIM) и Католическим Университетом Брюсселя (the Catholic University of Brussels, или KUBrussel), в нём насчитывается 7 факультетов (6 в Брюсселе и один в Дилбэке), где учатся более 9 тыс. студентов.
HUBrussel является членом «Ассоциации Лёвенского Католического Университета» (the Catholic University of Leuven Association).

## Учебные программы
Учебные программы разделены на две группы:

### Академический бакалавриат и магистратура
Академический бакалавриат и магистратура открыты на 4-х факультетах, которые предлагают 14 обучающих программ:
- Экономика и менеджмент:

Административный бизнес
Инженерный бизнес
Окружающая среда, здоровье и управление безопасностью
Международный бизнес, экономика и менеджмент
- Лингвистика и литература:

Язык и литература
Прикладная лингвистика
Интерпретация
Перевод
Многоязычные коммуникации
Журналистика
- Юриспруденция:

Право
Общественное право
Права на интеллектуальную собственность
- Социальная работа:

Количественный анализ общественных наук

### Профессиональный бакалавриат
Профессиональный бакалавриат открыт на 4 факультетах, которые предлагают 13 программ:
- Педагогика:

Дошкольное образование
Начальное образование
Среднее образование
- Здравоохранение:

Трудотерапия
Уход за больными
Оптика и оптометрия
- Социальная работа:

Социальная работа
Социальная педагогика
Семейная наука
- Экономика и менеджмент:

Оперативный менеджмент
Административный менеджмент
Прикладная информатика

### Программы на английском языке
Для интернациональных студентов, которые не говорят на нидерландском, и для фламандских студентов, которые заинтересованы в интернациональном образовании, HUBrussel предлагает ряд академических программ на английском языке:
- Бакалавр бизнес-администрирования (Bachelor of Business Administration) — 3 года;
- Магистр международной экономики и управления (Master of International Business Economics and Management) — 1 год;
- Магистр информационного бизнес-менеджмента (MBA — Business Information Management) — 1 год;
- Магистр международного бизнес-менеджмента (MBA — Business International Management) — 1 год;
- Магистр в области международных отношений (MBA — International Relations) — 1 год;
- Английский язык и экономика для научной деятельности (English and Economics for Academic Studies) — годовая подготовительная программа

## Цифры и факты
- 9500 студентов посещают ежегодно университетские программы и семинары
- Более чем 9000 студентов зарегистрированы на различные обучающие программы
- Более чем 700 регулярных студентов зарегистрированы на англоязычных факультетах университета
- Более чем 500 регулярных студентов (не из Европейского Союза) зарегистрированы на англоязычных факультетах университета
- Около 170 студентов прибыли в HUBrussel по обмену, около 110 студентов отправлены по обмену за границу
- В Университете работает 1100 сотрудников